# Scharnhorst-Ost
Scharnhorst-Ost (umgangssprachlich Scharnhorst oder Neu-Scharnhorst) ist ein Stadtteil im Dortmunder Nordosten im Stadtbezirk Scharnhorst. Der Ort besteht aus der gleichnamigen Großwohnsiedlung sowie dem Schulzentrum Scharnhorst.

## Geschichte
Im Jahr 1965 begann auf dem Gelände östlich der Flughafenstraße der Bau einer neuen Großwohnsiedlung, um die akute Wohnungsnot zu mildern. 5250 Wohnungen, auch und vor allem für kinderreiche Familien, wurden von neun Wohnungsbaugesellschaften unter Federführung der Neuen Heimat errichtet. Anders als Alt-Scharnhorst, das ursprünglich auf den Gemeindegebieten von Wambel und Brackel erbaut worden war (heutige Gemarkung ist jedoch Kirchderne), liegt Scharnhorst-Ost auf dem ehemaligen Gemeindegebiet von Grevel.

## Bevölkerung
Bevölkerungsstruktur von Scharnhorst-Ost:
- Bevölkerungsanteil der unter 18-Jährigen: 25,0 % [Dortmunder Durchschnitt: 16,2 % (2018)][2]
- Bevölkerungsanteil der mindestens 65-Jährigen: 19,3 % [Dortmunder Durchschnitt: 20,2 % (2018)][3]
- Ausländeranteil: 35,1 % [Dortmunder Durchschnitt: 22,3 % (2024)][4]
- Arbeitslosenquote: 18,9 % [Dortmunder Durchschnitt: 11,0 % (2017)][5]

Das durchschnittliche Einkommen in Scharnhorst-Ost liegt etwa 35 % unter dem Dortmunder Durchschnitt.

### Bevölkerungsentwicklung
| Jahr      | 1987   | 2003   | 2008   | 2010   | 2013   | 2016   | 2019   | 2022   | 2023   | 2024   |
| --------- | ------ | ------ | ------ | ------ | ------ | ------ | ------ | ------ | ------ | ------ |
| Einwohner | 14.862 | 13.143 | 12.485 | 12.219 | 12.237 | 12.589 | 12.764 | 13.047 | 13.065 | 13.120 |

## Infrastruktur

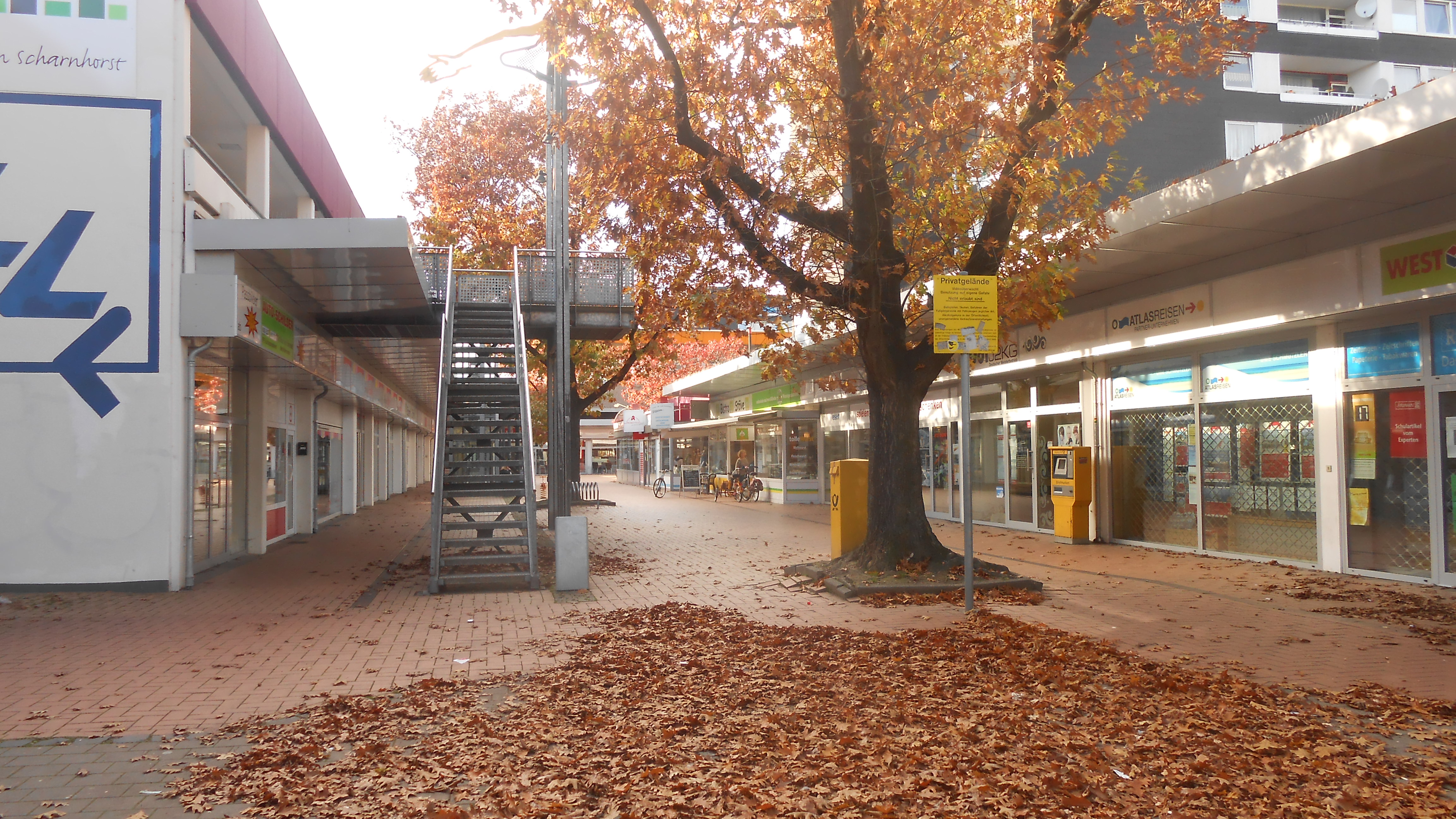
Sonntagnachmittag in der Fußgängerzone von Neu-Scharnhorst

Nachdem in den ersten Jahren nur eine provisorische Infrastruktur bestand, verfügt Scharnhorst-Ost heute über eine gute Verkehrsanbindung sowie breitgefächerte Einkaufsmöglichkeiten.
Mit den Haltepunkten Droote, Scharnhorst-Zentrum und Flughafenstraße befinden sich allein 3 von 28 Haltepunkten der U42 von Grevel nach Hombruch in Scharnhorst-Ost.
Die Einkaufsstraße Droote und das Einkaufszentrum Scharnhorst, kurz "EKS" genannt, beheimaten so gut wie alle Geschäfte zur Deckung des täglichen Bedarfs.

## Soziale Schwierigkeiten
Da Scharnhorst-Ost sich zunehmend zum Brennpunkt sozialer Probleme entwickelte, wurde es Mitte der 1990er Jahre in das Programm „Stadtteile mit besonderem Erneuerungsbedarf“ des Landes NRW aufgenommen (bis 2005). Scharnhorst-Ost gehört, wie auch Alt-Scharnhorst bis heute zu den 13 sozial benachteiligten Stadtteilen Dortmunds.

## Geografische Lage
Scharnhorst liegt auf einer Höhe von 71 m ü. NHN.